# لاگرانخا (شیلی)
لاگرانخا (به اسپانیایی: La Granja) یک شهرستان در شیلی است که در استان سانتیاگو واقع شده‌است. لاگرانخا ۱۰٫۱ کیلومتر مربع مساحت و ۱۳۲٬۵۲۰ نفر جمعیت دارد.